# جک گلد
جک گُلد (انگلیسی: Jack Gold؛ ‏ ۲۸ ژوئن ۱۹۳۰ – ۹ اوت ۲۰۱۵) کارگردان فیلم، کارگردان تلویزیونی، و بازیگر اهل بریتانیا بود.
از فیلم‌ها یا برنامه‌های تلویزیونی که وی در آن نقش داشته‌است، می‌توان به بسته، مورو، زنجیر، سلطان سرخ و تماس مدوسا اشاره کرد.